# 李骧 (成汉)
李骧（3世紀—328年），字玄龙，西晉末年巴氐人（一说为賨人）。李驤是成漢宗室，成漢景帝李特五弟，在成漢官至太傅。

## 生平
因應晉惠帝元康年間氐人齊萬年作亂，李驤本隨李特等流民自關中寓居蜀地，並一度歸附益州刺史趙廞，助其叛晉。不過後來趙廞殺害了李驤兄李庠，令李特轉而攻殺趙廞，隨後李特對正在入蜀的新任益州刺史羅尚感到恐懼，特意命李驤帶著寶物在路上迎接。羅尚見李驤後十分高興，任命李驤為騎督。然而廣漢太守辛冉隱瞞了李特等人獲朝廷封賞的消息，又不將流人助平趙廞的事上報，更強逼流民遷返已經混亂的北方。這些種種最終逼令流民推李特為主反抗羅尚等人，李特就以李驤為驍騎將軍。
永寧二年（302年）李特自立招來附近西晉方鎮派兵討伐，但李特等軍都屢屢取勝，勢力日盛。李特作戰的同時，李驤就與李攀等人在毗橋屯軍以防備羅尚。羅尚曾派兵挑戰，但為李驤所敗。後羅尚派了部將張興假意投降，得知當時李驤軍中不足二千人，張興回去報告後羅尚即派精兵萬人夜襲，李驤不敵而退往柱駐成都北方的李流處，並與李流反擊羅尚軍，大敗羅尚。太安二年（303年）李特等軍擊敗羅尚水軍，攻破成都少城，羅尚形勢惡劣，但他成功招得李特派軍就糧的各塢塢主支持，聯手起兵拒抗李特，李特兵敗退至新繁，遭羅尚追兵擊殺。李特等人死後，由李流代統其眾，但當時李流面對荊州刺史宗岱領三萬荊州軍入援，亦遭到羅尚軍隊攻擊，李特長子李蕩更在反擊羅尚時戰死，遂令李流打算投降，雖李驤及李特幼子李雄極力諫阻亦不納。但李雄與李離等自組反擊，擊敗建平太守孫阜，後又攻羅尚，荊州軍亦因宗岱病死而退兵，李流軍勢又得轉盛。不久李流病死，李雄獲李流授意繼統大眾，擊敗了羅尚派來攻城的軍隊，守住據地郫城，李驤成功攻下犍為，斷了羅尚軍的糧道，終逼令羅尚棄守成都
永興元年（304年），李雄自稱成都王，改元建興，李驤獲授任太傅。晏平四年（309年），駐守梓潼的李離遭部將羅羕等人殺害，羅羕並以梓潼向羅尚投降，李雄親征，命李驤率軍進攻梓潼但不能取勝。翌年（310年）駐巴西郡的李國也因文碩叛變而被殺，李雄於是退兵，轉用部將張寶到梓潼偽降，成功收復梓潼。接著李驤轉攻梓潼太守譙登所守的涪城，當時羅尚去世，巴郡陷入內亂，又沒人增援譙登，故李驤攻勢轉猛，終於玉衡元年（311年）攻下涪城。玉衡八年（318年），李驤出兵討伐李鳳，將其誅殺，次年（319年）又進攻越巂郡，並在翌年逼降了晉越巂太守、西夷校尉李釗，並進而攻寧州刺史王遜。王遜派兵抵抗，李驤戰敗，又遇上夏天多雨天氣，只好退兵，在瀘水時因士兵爭相渡河而令造成不少士兵死亡。
玉衡十年（320年），李雄立了兄李蕩之子李班為太子，但李雄其實有十五個庶子，李驤於是早就與司徒王達表示反對，但李雄不聽，還是立了，李驤於是哭說：「亂自此始矣。」最終李班繼位後，李雄之子李越及李期聯手將李班殺害。玉衡十八年（328年），李驤去世，追贈相國，諡漢獻王。後來兒子李壽登位為帝，追遵李驤為獻皇帝。

## 家庭成员

### 父
- 李慕

### 子
- 李寿：成汉昭文帝，338年至343年在位